# Bundorf
Bundorf – miejscowość i gmina w Niemczech, w kraju związkowym Bawaria, w rejencji Dolna Frankonia, w regionie Main-Rhön, w powiecie Haßberge, wchodzi w skład wspólnoty administracyjnej Hofheim in Unterfranken. Leży w Haßberge, około 20 km na północ od Haßfurtu, nad rzeką Baunach.

## Dzielnice
W skład gminy wchodzą następujące dzielnice: Bundorf, Kimmelsbach, Neuses, Schweinshaupten, Stöckach, Walchenfeld i Rottensteiner Forst.

## Demografia
| Rok  | Liczba mieszk. |
| ---- | -------------- |
| 1970 | 1323           |
| 1987 | 1050           |
| 2000 | 1011           |
| 2005 | 973            |

## Polityka
Wójtem jest Richard Schmitt. Rada gminy składa się z 13 członków:
|      | Chrześcijańska Wspólnota Wyborców | Wolni Wyborcy | Razem     |
| 2002 | 9                                 | 4             | 13 miejsc |

## Oświata
(na 1999)

W gminie znajduje się 50 miejsc przedszkolnych (z 55 dziećmi).